# 結節龍屬
結節龍屬（屬名：Nodosaurus）是種草食性恐龍，屬於鳥臀目，生存於晚白堊紀，化石發現於北美洲。目前已在懷俄明州、堪薩斯州發現兩個不完整標本，沒有頭顱骨。結節龍是北美洲所發現最早的裝甲恐龍之一，由奧塞內爾·查利斯·馬什（Othniel Charles Marsh）在1889年所命名。
結節龍科恐龍身長約4到6.1公尺。身體上側覆蓋者皮狀骨板，身體兩側各有一排尖刺。背部的皮狀骨板以一層薄、一層寬的環狀方式排列。較寬的皮狀骨板上有骨質瘤。
牠們擁有短四肢、腳掌上有五個腳趾、短頸部，以及長而僵硬、缺乏骨槌的尾巴。頭部狹窄，有尖狀口鼻部、強壯的頜部、以及小型牙齒。結節龍可能以軟植物為食，因為牠們似乎不能咀嚼堅硬、多纖維的植物；或可能吞食胃石以磨碎堅硬植物，或擁有巨大的腸胃器官以消化堅硬植物。

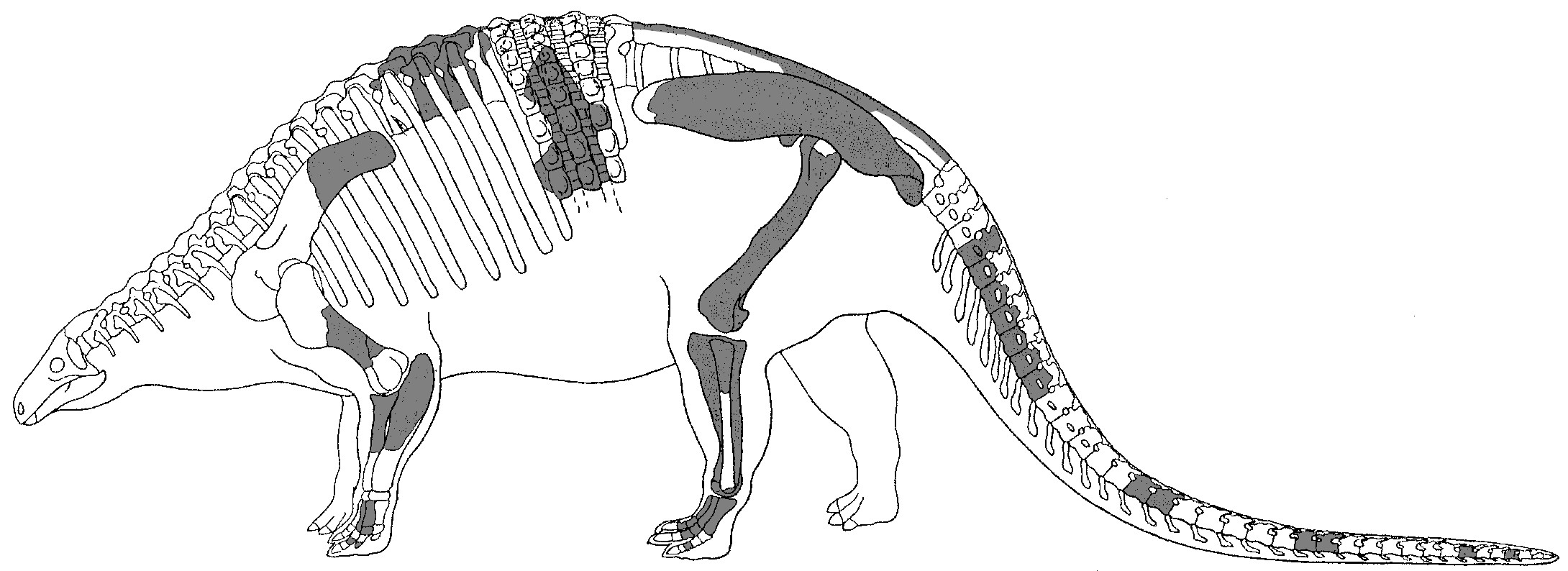
結節龍的早期重建圖，由馬什在1921年繪製

結節龍被認為沒有尾巴的骨槌，牠們沒有多少結構可用來防衛。當受到威脅時，結節龍可能趴在地上，這樣只曝露充滿裝甲的背部與兩側，如同今日的刺蝟。
在北美洲東部發現了不同的結節龍鱗甲，因此科學家有機會可以辨別結節龍屬的鱗甲。

## 外部連結
- Nodosaurus in The Dinosaur Encyclopaedia （页面存档备份，存于） at Dino Russ's Lair
- 結節龍[永久] - Dinodata